# Tishan Hanley
Pour les articles homonymes, voir Hanley (homonymie).
Tishan Hanley est un joueur de football international christophien  né le 22 août 1990 à Basseterre. Il évolue au poste de milieu de terrain avec les Kickers de Richmond en USL Pro.